# Styrelse
En styrelse er en statslig forvaltningsmyndighed under et ministerium, der varetager bestemte fagspecfikke og administrative opgaver under departementets generelle ledelse. En styrelse er synonymt med et direktorat. Direktorat er afledt af latin: director leder.
Direktorater og styrelser er ofte karakteriseret ved at udføre meget specifikke opgaver, der i det daglige ikke nyder stor politisk bevågenhed. Der kan også være tale om opgaver, der ønskes holdt uden for daglig politisk indflydelse, og endelig kan der være tale om statslig kontrol på et bestemt område, f.eks. Konkurrencestyrelsen. Direktoraternes og styrelsernes ansatte er overvejende faglige specialister (f.eks. er der mange læger ansat i Sundhedsstyrelsen) i modsætning til departementernes mange generalistuddannede. Direktoraterne og styrelserne er underlagt departementets ledelse i form af bekendtgørelser og cirkulærer.
Direktorater og styrelser ledes af en direktør og er normalt opdelt i mindre områder med hver deres områdechef.
Grønland har tidligere anvendt betegnelsen direktorat om ministerierne, men bruger nu betegnelsen departement.

## Direktorater og styrelser
| Ministerium                                       | Styrelser                                                                                           |
| ------------------------------------------------- | --------------------------------------------------------------------------------------------------- |
| Beskæftigelsesministeriet                         | Styrelsen for Arbejdsmarked og Rekruttering                                                         |
| Beskæftigelsesministeriet                         | Arbejdsskadestyrelsen                                                                               |
| Beskæftigelsesministeriet                         | Arbejdstilsynet                                                                                     |
| Erhvervs- og Vækstministeriet                     | Erhvervsstyrelsen                                                                                   |
| Erhvervs- og Vækstministeriet                     | Konkurrence- og Forbrugerstyrelsen                                                                  |
| Erhvervs- og Vækstministeriet                     | Patent- og Varemærkestyrelsen                                                                       |
| Erhvervs- og Vækstministeriet                     | Sikkerhedsstyrelsen                                                                                 |
| Erhvervs- og Vækstministeriet                     | Finanstilsynet                                                                                      |
| Erhvervs- og Vækstministeriet                     | Søfartsstyrelsen                                                                                    |
| Finansministeriet                                 | Moderniseringsstyrelsen                                                                             |
| Finansministeriet                                 | Statens Administration                                                                              |
| Finansministeriet                                 | Digitaliseringsstyrelsen                                                                            |
| Forsvarsministeriet                               | Beredskabsstyrelsen                                                                                 |
| Forsvarsministeriet                               | Forsvarsministeriets Materiel- og Indkøbsstyrelse                                                   |
| Forsvarsministeriet                               | Forsvarsministeriets Personalestyrelse                                                              |
| Forsvarsministeriet                               | Forsvarsministeriets Ejendomsstyrelse                                                               |
| Justitsministeriet                                | Civilstyrelsen                                                                                      |
| Justitsministeriet                                | Udlændingestyrelsen                                                                                 |
| Justitsministeriet                                | Direktoratet for Kriminalforsorgen                                                                  |
| Justitsministeriet                                | Domstolsstyrelsen                                                                                   |
| By-, Land- og Kirkeministeriet                    | Plan- og Landdistriktsstyrelsen                                                                     |
| Energi-, Forsynings- og - Klimaministeriet        | Bygningsstyrelsen                                                                                   |
| Energi-, Forsynings- og - Klimaministeriet        | Geodatastyrelsen                                                                                    |
| Energi-, Forsynings- og - Klimaministeriet        | Styrelsen for Dataforsyning og Effektivisering                                                      |
| Energi-, Forsynings- og - Klimaministeriet        | Energistyrelsen                                                                                     |
| Kulturministeriet                                 | Kulturstyrelsen                                                                                     |
| Kulturministeriet                                 | Styrelsen for Slotte og Kulturejendomme                                                             |
| Miljø- og Fødevarministeriet                      | Fødevarestyrelsen                                                                                   |
| Miljø- og Fødevarministeriet                      | Miljøstyrelsen                                                                                      |
| Miljø- og Fødevarministeriet                      | Landbrugs og Fiskeristyrelsen                                                                       |
| Miljø- og Fødevarministeriet                      | Naturstyrelsen med Kystdirektoratet                                                                 |
| Ministeriet for Videnskab, Teknologi og Udvikling | Forsknings- og Innovationsstyrelsen                                                                 |
| Ministeriet for Videnskab, Teknologi og Udvikling | Styrelsen for International Uddannelse (tidligere Cirius)                                           |
| Skatteministeriet (fra 1. juli 2018)              | Skatteforvaltningen                                                                                 |
| Skatteministeriet (fra 1. juli 2018)              | Spillemyndigheden                                                                                   |
| Skatteministeriet (fra 1. juli 2018)              | Toldstyrelsen                                                                                       |
| Skatteministeriet (fra 1. juli 2018)              | Motorstyrelsen                                                                                      |
| Skatteministeriet (fra 1. juli 2018)              | Vurderingsstyrelsen                                                                                 |
| Skatteministeriet (fra 1. juli 2018)              | Udviklings- og Forenklingsstyrelsen                                                                 |
| Skatteministeriet (fra 1. juli 2018)              | Skattestyrelsen                                                                                     |
| Skatteministeriet (fra 1. juli 2018)              | Gældsstyrelsen                                                                                      |
| Skatteministeriet (fra 1. juli 2018)              | Administrations- og Servicestyrelsen                                                                |
| Skatteministeriet (fra 1. juli 2018)              | Skatteankestyrelsen - https://skatteankestyrelsen.dk Arkiveret 28. oktober 2020 hos Wayback Machine |
| Administrations- og Servicestyrelsen              | -                                                                                                   |
| Socialministeriet                                 | Ankestyrelsen                                                                                       |
| Socialministeriet                                 | Socialstyrelsen                                                                                     |
| Statsministeriet                                  | -                                                                                                   |
| Sundheds- og Ældreministeriet                     | Lægemiddelstyrelsen                                                                                 |
| Sundheds- og Ældreministeriet                     | Statens Serum Institut                                                                              |
| Sundheds- og Ældreministeriet                     | Styrelsen for Patientsikkerhed                                                                      |
| Sundheds- og Ældreministeriet                     | Sundhedsdatastyrelsen                                                                               |
| Sundheds- og Ældreministeriet                     | Sundhedsstyrelsen                                                                                   |
| Transportministeriet                              | Banedanmark                                                                                         |
| Transportministeriet                              | Trafikstyrelsen                                                                                     |
| Transportministeriet                              | Vejdirektoratet                                                                                     |
| Udenrigsministeriet                               | -                                                                                                   |
| Undervisningsministeriet                          | Styrelsen for Undervisning og Kvalitet                                                              |
| Undervisningsministeriet                          | Styrelsen for Statens Uddannelsesstøtte                                                             |
| Undervisningsministeriet                          | Styrelsen for IT og Læring                                                                          |
| Økonomi- og Indenrigsministeriet                  | Danmarks Statistik                                                                                  |
| Økonomi- og Indenrigsministeriet                  | Statsforvaltningen                                                                                  |